# Fermeuse
Fermeuse is een gemeente (town) in de Canadese provincie Newfoundland en Labrador. De gemeente ligt in het zuidoosten van het eiland Newfoundland.

## Geschiedenis
Fermeuse was reeds in de 17e eeuw een van de belangrijke vissershavens aan de zogenaamde Engelse kust van Newfoundland.
In 1967 werd het dorp een gemeente met de status van local government community (LGC). In 1980 werden LGC's op basis van The Municipalities Act als bestuursvorm afgeschaft. De gemeente werd daarop automatisch een community om een aantal jaren later uiteindelijk een town te worden.

## Geografie
Fermeuse ligt aan de oostkust van het schiereiland Avalon, in het uiterste zuidoosten van Newfoundland. De gemeente bevindt zich aan een inham van de Atlantische Oceaan en grenst in het oosten aan Port Kirwan en in het zuiden aan Renews-Cappahayden. Fermeuse ligt langs provinciale route 10 op 3,5 km ten zuiden van de gemeente Aquaforte en 3,5 km ten noorden van Renews.

## Demografie
Demografisch gezien is Fermeuse, net zoals de meeste kleine dorpen op Newfoundland, aan het krimpen. Tussen 1991 en 2021 daalde de bevolkingsomvang van 505 naar 266. Dat komt neer op een daling van 239 inwoners (-47,3%) in dertig jaar tijd.

## Zie ook

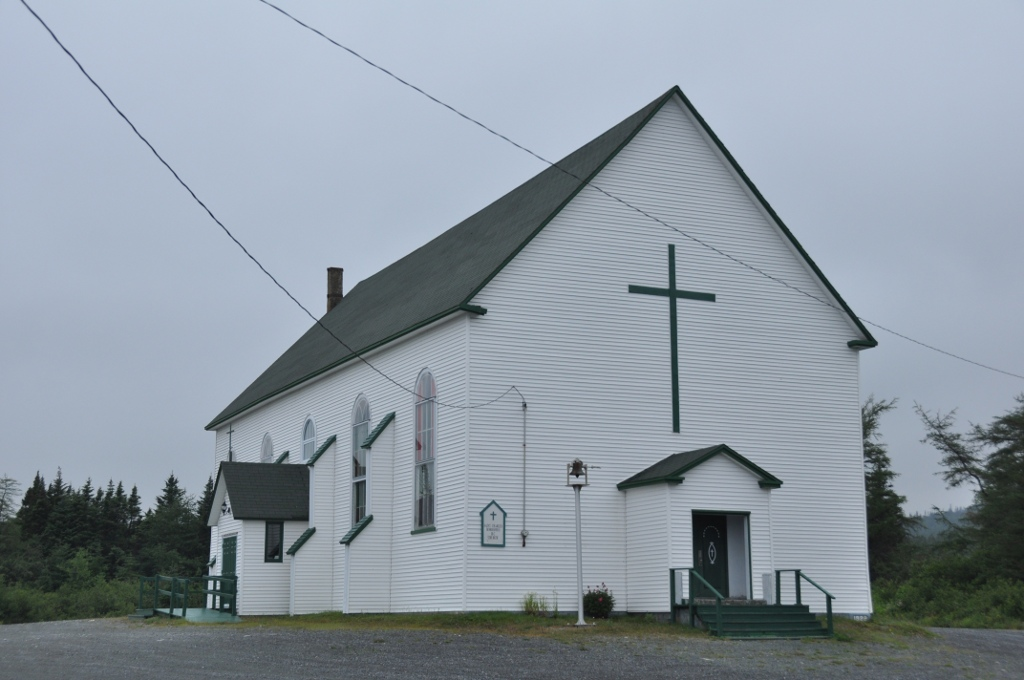
De katholieke Sint-Carolus Borromeuskerk van Fermeuse (gebouwd 1923-1926)